# Sargus elegans
Sargus elegans är en tvåvingeart som beskrevs av Friedrich Hermann Loew 1866. Sargus elegans ingår i släktet Sargus och familjen vapenflugor. Inga underarter finns listade i Catalogue of Life.